# Riber Björkman
Lars Riber Andreas Björkman, född 8 november 1942 i Kristianstad, död 13 januari 1981 i Häggdånger, Härnösands kommun, var en svensk skådespelare och regissör. 

## Biografi
Björkman var elev vid Norrköping-Linköping stadsteaters elevskola 1962–1965. Sedan gick han ytterligare ett år som regielev. Han engagerades därefter vid teaterns fasta ensemble. År 1972 var han med och startade Teater Västernorrland och blev dess första chef.
Han var son till konstnären Andreas Björkman och hans hustru Birgitta, född Blume. År 1965 gifte han sig med Pia Knutsson, med vilken han fick två barn. Riber Björkman är gravsatt i minneslunden på Härnösands nya kyrkogård.

## Teater

### Roller (ej komplett)
| År   | Roll                | Produktion                                                 | Regi                 | Teater                           |
| ---- | ------------------- | ---------------------------------------------------------- | -------------------- | -------------------------------- |
| 1963 | Cornelius           | Hamlet William Shakespeare                                 | Lars Barringer       | Norrköping-Linköping stadsteater |
| 1964 | Guhl                | Fysikerna Friedrich Dürrenmatt                             | Lars Barringer       | Norrköping-Linköping stadsteater |
| 1964 | Vaktmästaren        | Grop åt andra Pierre-Aristide Bréal                        | Lars Barringer       | Norrköping-Linköping stadsteater |
| 1964 | Skepparen           | Trettondagsafton, eller Vad ni vill William Shakespeare    | John Zacharias       | Norrköping-Linköping stadsteater |
| 1965 | Bengt               | Tre vita skjortor Walentin Chorell                         | Bertil Norström      | Norrköping-Linköping stadsteater |
| 1965 | En garçon           | Boy Friend Sandy Wilson                                    | Lars Barringer       | Norrköping-Linköping stadsteater |
| 1965 |                     | Herr Fancy Arthur Johansson                                | John Zacharias       | Norrköping-Linköping stadsteater |
| 1965 | Don Guzman          | Figaros bröllop Pierre de Beaumarchais                     | Lars Gerhard Norberg | Norrköping-Linköping stadsteater |
| 1966 | En mager officer    | Muren Tankred Dorst                                        | Sture Ericson        | Norrköping-Linköping stadsteater |
| 1966 |                     | Mallorca, Mallorca Gunnar Hoffsten och Bertil Norström     | John Zacharias       | Norrköping-Linköping stadsteater |
| 1966 | Skepparn            | Begravningskommittén Otway Crockett                        | Torsten Sjöholm      | Norrköping-Linköping stadsteater |
| 1966 |                     | Gertrud Hjalmar Söderberg                                  | John Zacharias       | Norrköping-Linköping stadsteater |
| 1968 |                     | Mor Courage och hennes barn Bertolt Brecht                 | Torsten Sjöholm      | Norrköping-Linköping stadsteater |
| 1969 | Kommissarie Schäfer | Den verklige kommissarie Schäfer Tom Stoppard              | Torsten Sjöholm      | Norrköping-Linköping stadsteater |
| 1971 |                     | Ostindiefarare Barnteatergruppen vid Göteborgs stadsteater | Riber Björkman       | Norrköping-Linköping stadsteater |

### Regi (ej komplett)
| År   | Produktion                                    | Upphovsmän                                                                       | Teater                           |
| ---- | --------------------------------------------- | -------------------------------------------------------------------------------- | -------------------------------- |
| 1966 | Holländarn                                    | August Strindberg                                                                | Norrköping-Linköping stadsteater |
| 1968 | Lycko-Pers resa                               | August Strindberg                                                                | Norrköping-Linköping stadsteater |
| 1968 | Blått och skärt                               | Ingrid Sjöstrand ocih Siv Widerberg                                              | Norrköping-Linköping stadsteater |
| 1969 | Vem har rätt?                                 | Tom Lagerborg och Martha Vestin                                                  | Norrköping-Linköping stadsteater |
| 1969 | Kärlek utan strumpor Kierlighed uden Strømper | Johan Herman Wessel och Paolo Scalabrini Översättning Riber Björkman             | Norrköping-Linköping stadsteater |
| 1969 | Mästerkatten i stövlar                        | Lennart Hellsing                                                                 | Norrköping-Linköping stadsteater |
| 1969 | Ett spel om plugget                           | Sven Wernström                                                                   | Norrköping-Linköping stadsteater |
| 1969 | Kalle Perssons första krig                    | Max Lundgren                                                                     | Norrköping-Linköping stadsteater |
| 1970 | Nalle Puh                                     | Eric Olsoni                                                                      | Norrköping-Linköping stadsteater |
| 1970 | Barnförbjudet                                 | Allan Rune Pettersson                                                            | Norrköping-Linköping stadsteater |
| 1971 | Tretton-Fjorton-Femton, en tonårskabaré       | Christina Andersson, Bengt Ahlfors, Johan Bargum, Henri Kapulainen, Nena Stenius | Norrköping-Linköping stadsteater |
| 1971 | Ostindiefarare                                | Barnteatergruppen vid Göteborgs stadsteater                                      | Norrköping-Linköping stadsteater |
| 1971 | Rödluvan Красная шапочка, Krasnaya Shapochka  | Jevgenij Sjvarts Översättning Vera Rolander                                      | Norrköping-Linköping stadsteater |
| 1971 | Press-stopp                                   | Sven Wernström                                                                   | Norrköping-Linköping stadsteater |

### Scenografi (ej komplett)
| År   | Produktion                                    | Upphovsmän                                                           | Regi           | Teater                           |
| ---- | --------------------------------------------- | -------------------------------------------------------------------- | -------------- | -------------------------------- |
| 1969 | Vem har rätt?                                 | Tom Lagerborg och Martha Vestin                                      | Riber Björkman | Norrköping-Linköping stadsteater |
| 1969 | Kärlek utan strumpor Kierlighed uden Strømper | Johan Herman Wessel och Paolo Scalabrini Översättning Riber Björkman | Riber Björkman | Norrköping-Linköping stadsteater |